# ماريوس موانديلمادجي
ماريوس موانديلمادجي (مواليد 22 يناير 1997) هو لاعب كرة قدم تشادي يلعب في مركز المهاجم في نادي سيراين.

## وصلات خارجية
- ماريوس موانديلمادجي على موقع اتحاد تركيا (لاعب) (الإنجليزية)
- ماريوس موانديلمادجي على موقع قاعدة بيانات كرة القدم.إي يو (الإنجليزية)
- ماريوس موانديلمادجي على موقع ناشيونال فوتبول تيمز (الإنجليزية)
- ماريوس موانديلمادجي على موقع Soccerway.com (الإنجليزية)